# روي بيريز
روي بيريز (22 مارس 1998 بميرانديلا في البرتغال - ) هو لاعب كرة قدم برتغالي في مركز الوسط. لعب مع نادي بورتو.

## روابط خارجية
- روي بيريز على موقع قاعدة بيانات كرة القدم.إي يو (الإنجليزية)
- روي بيريز على موقع ليكيب (الفرنسية)
- روي بيريز على موقع Soccerway.com (الإنجليزية)